# Dionisio Rodríguez Suárez
Dionisio Rodríguez Suárez es un viola español.

## Biografía
Nacido en Las Palmas de Gran Canaria, España, 1958. Ha sido becario del Cabildo Insular de Gran Canaria y de la Fundación Banco Exterior de España. Realiza estudios Superiores de violín y viola en los conservatorios de Las Palmas y Córdoba. Estudios de postgrado en Viola y pedagogía en París, bajo la dirección de J. P. Vasseur y de viola y música de cámara en la Escuela Superior de Música Reina Sofía de Madrid, con D. Benyamini y P. Farulli.
Ha sido miembro de diversas orquestas sinfónicas y de cámara españolas. Ha hecho grabaciones para diversos sellos nacionales así como para Radio Nacional de España y Radiotelevisión Española.
Desarrolla desde hace años una intensa actividad pedagógica en distintos centros españoles públicos y privados. Profesor y Jefe de Estudios del Conservatorio de Ferraz. Jefe de Estudios de la Escuela Superior de Música Reina Sofía y profesor del Conservatorio Jacinto Guerrero, de Toledo. Asesor del Ministerio de Educación y de la Consejería de Educación de Canarias para cuestiones relativas a la implantación de la LOGSE en las Enseñanzas Artísticas. Jurado en los Concursos internacionales "Maurice Vieux" (París) de viola y de Cuartetos de Cuerda de Londres.
Miembro del "Cuarteto de Cuerdas Bellas Artes" (fundado en 1987), con el que ha participado en los ciclos y temporadas de cámara más importantes del panorama nacional. Profesor en diversos cursos nacionales e internacionales. Es en la actualidad profesor de la O.N.E. y del Conservatorio de Ferraz en Madrid.
Ha recibido también los consejos de L. Fenyves y E. de Santiago, y ha tenido el honor de ver una vez a Manuel Márquez.